# Georgij Michajlovič Stabovoj
Georgij Michajlovič Stabovoj (Kozelec', 2 aprile 1894 – 10 luglio 1968) è stato un regista cinematografico ucraino naturalizzato sovietico.

## Filmografia (parziale)

### Regista
- Svežij veter (1926)
- P.K.P. (1926)
- Dva dnja[1][2] (1927)
- Čelovek iz lesa (1928)
- Žemčužina Semiramidy (1929)
- Ėksponat iz panoptikuma (1929)
- Šagat' mešajut (1930)